# Vila Františka a Anny Matějkových
Vila Františka a Anny Matějkových je rodinný dům v Hradební 8 (č.p. 851) v Hradci Králové. Pro manžele Matějkovy připravil v roce 1932 projekt rodinné vily královéhradecký architekt a stavitel František Machač.

## Historie
Manželé Matějkovi zadali zakázku na zpracování projektu pro rodinný dům architektu Františku Machačovi v roce 1932, projekt byl zpracován v roce 1933 a stavba domu probíhala v roce 1934. Po roce 1948 pak byla vila rozdělena na několik samostatných bytových jednotek. Vila v současné době (2020) slouží k obytným účelům, fasáda je porostlá přísavníkem.

## Architektura
Stavba byla navržena jako zcela podsklepená, se dvěma nadzemními podlažími. Suterén sloužil jako technické zázemí (byt domovníka, prádelna, sklad na otop, sklad na potraviny, samostatný sklad na ovoce a další samostatný sklad na kysající potraviny). Zvýšené obytné přízemí obsahovalo především reprezentační prostory, včetně obytné schodišťové haly s dubovým obložením a tříramenným schodistěm do patra. To obsahovalo ložnici rodičů, ložnici dětí a pokoj pro hosty.
Vůči původnímu Machačovu projektu došlo při realizaci k některým změnám: navrhovaná cihlová podezdívka byla omítnuta, krytý portikus před hlavním vchodem byl obložen kachlíky a terasa v prvním patře, navržená jako nekrytá, byla částečně překryta zastřešením se třemi hranolovými sloupky. Dále byla zjednodušena střecha a zcela vynecháno trojúhelníkové okno, které mělo prolomit střešní valbu směřující do ulice Hradební.